# Сухомлинський Василь Олександрович
Васи́ль Олекса́ндрович Сухомли́нський (28 вересня 1918, с. Василівка — 2 вересня 1970, с. Павлиш) — видатний український радянський педагог, публіцист, письменник, поет, Заслужений вчитель УРСР. Кандидат педагогічних наук (1955). Член-кореспондент Академії педагогічних наук РРФСР (1957); член-кореспондент Академії педагогічних наук СРСР (1968).

## Життєпис

### Дитинство й навчання
Сухомлинський народився 28 вересня 1918 року в селі Василівці Василівської волості Олександрійського повіту Херсонської губернії (нині Онуфріївський р-н Кіровоградської обл.) у незаможній селянській родині.
Упродовж 1926―1933 рр. навчався у місцевій Василівській семирічній школі. Влітку 1933 року мати відрядила молодшого сина Василя на навчання до Кременчука.
Спочатку вступив у Кременчуцький медичний технікум, але невдовзі покинув цей заклад. 1934 року Василь Сухомлинський вступає на підготовчі курси учительського інституту в Кременчуці, а потім навчається в ньому на факультеті української мови і літератури.
Від 1935 року розпочалася його педагогічна діяльність. У 17 років Сухомлинський влаштувався вчителем заочної школи недалеко від Василівки. Він перевівся на заочне відділення Полтавського педагогічного інституту, який закінчив у 1938 році. Працював вчителем у сільських школах рідного району. Після закінчення інституту продовжує працювати викладачем української мови та літератури й стає завучем у районному центрі ― Онуфріївці.

### Німецько-радянська війна
Під час Другої світової війни 17 липня 1941 року мобілізовано і відправлено на короткотермінові курси молодших політруків при Військово-політичній академії в Москві, по закінченню яких його було направлено до 1241 стрілецького полку новосформованої 375 стрілецької дивізії. 02.11.1941 дивізія, закінчивши формування, провівши огляд, починає навантаження на ешелони і рухається на фронт. 17 листопада під Даниловим та Ярославлем, дивізія отримала бойову техніку та зброю. У Ярославлі командуванню дивізії повідомили, що вона переходить у розпорядження Калінінського фронту.
Бойове хрещення 375-ої дивізії відбулось 12 грудня 1941 року неподалік від м.Калінін (Твер). На початку лютого 1942 року молодший політрук Сухомлинський був важко поранений у битві під Ржевом біля с. Кліпуново, та відправлений до сортувального евакуаційного госпіталю №1074 в м.Арзамас Горьковської області, до 16.05.1942 знаходиться на лікуванні у госпіталі №3243 с-ща Ува, що в Удмуртії.
Після визнання непридатним для подальшої військової служби, 17.06.1942 Сухомлинського призначили директором місцевої середньої школи, де він пропрацював до березня 1944 року, 09.02.1943 вступив до ВКП(б). Після деокупації України від нацистів, повернувся в рідні краї. Василь дізнався, що його дружину й маленького сина закатували в гестапо.

### Радянський період
1944 -1948 рр. працює завідувачем Онуфріївського районного відділу народної освіти (Кіровоградська обл.), де займався організаційними питаннями.
Від 1948 року й до кінця життя працював директором Павлиської середньої школи. У 1948 році цей навчальний заклад був звичайною, пересічною школою. 23 роки стали найпліднішим періодом його науково-практичної і літературно-публіцистичної діяльності. Звичайну сільську школу Василь Сухомлинський перетворив у справжню педагогічну лабораторію, де видобував скарби педагогічної мудрості.
У 1955 році захистив кандидатську дисертацію на тему «Директор школи — керівник навчально-виховного процесу».
Від 1957 року — член-кореспондент Академії педагогічних наук РРФСР.
1958 року — заслужений вчитель УРСР.
У 1968 році — нагороджений званням Героя Соціалістичної Праці. Цього ж року обраний членом-кореспондентом Академії педагогічних наук СРСР.

1968 рік. Обласний семінар працівників освіти.У першому ряду І.Г.Ткаченко, І.А.Зязюн, Н.А.Калініченко, В.О.Сухомлинський

Ставив і розв'язував проблему формування в молоді національного й естетичного світогляду. Про один із шляхів успішного розв'язання цієї проблеми він писав, що у душі дітей мають увійти найкращі народні традиції та стати святим законом, бо не можна уявити народ без імені, без пам'яті, без історії. В дусі українських культурно-історичних традицій вчитель констатував, що мудрість є найважливішою прикметою людини. У його працях часто знаходимо вислови «мудра людська любов», «мудрість жити», «гідність — це мудрість тримати себе в руках». Педагог цілеспрямовано формував у кожного вихованця вміння бути маленьким філософом, осмислювати світ через красу природи.
Для нього формування естетичного почуття дитини, її емоційної культури було основним завданням гуманістичного виховання. А сприйняття й осмислення прекрасного — основа естетичної культури, без якої почуття лишаються глухими до всього високого й благородного.
Книга «Серце віддаю дітям» отримала широке визнання і підтверджена трудами і щоденними діяннями великого вчителя. Він писав: «Що було найголовнішим у моєму житті? Не роздумуючи, відповідаю: Любов до дітей».
Незадовго до смерті писав: «Стан здоров’я у мене зараз такий, що через деякий час два шматочки металу, що залишилися у мене в грудях від війни, просунуться на кілька міліметрів до якоїсь судини недалеко від серця, і тоді – можете повірити, що я ставлюся абсолютно тверезо до того, що станеться тоді, але все-таки було б краще, якби про це не знати заздалегідь. На жаль, я знаю про це. Знаю від лікаря. Операції нової робити не можна – серце не витримає. За час, відпущений мені цими невеликими осколочком, я хочу зробити якомога більше. Буду трудитися щосили, щоб закінчити найголовніше – наскільки незакінчених книг...».
Василь Олександрович Сухомлинський помер 2 вересня 1970 року в с. Павлиш (Онуфріївський р-н Кіровоградської обл.)

## Вплив на творчість
На Василя Олександровича значний вплив мали погляди Льва Толстого та Януша Корчака, яких він часто цитував у своїх працях.

## Творча діяльність
Василь Олександрович Сухомлинський написав 48 монографій, понад 600 статей, 1500 оповідань і казок для дітей.

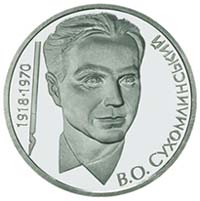
Українська монета з серії «Видатні особистості України»

У квітні 1970 року він закінчив працю «Проблеми виховання всебічно розвинутої особистості» — доповідь до захисту докторської дисертації за сукупністю робіт, яку він не встиг захистити через смерть. Творчий доробок Василя Сухомлинського переконливо доводить про багатогранність його педагогічних поглядів і про загальну цілісність його педагогічного мислення.
Твори В. Сухомлинського видані 53-а мовами світу, загальним тиражем майже 15 млн примірників. Книга «Серце віддаю дітям» перекладена на 30 мов світу і витримала 54 видання. У період з 1945 по 1970 роки надруковано 463 статті; у 1971—1986 рр. — 105 статей.

Пам'ятник Сухомлинському в Олександрії на подвір'ї педагогічного коледжу імені Сухомлинського

Країни, де видавали твори В. Сухомлинського: Азербайджан, Вірменія, Білорусь, Грузія, Естонія, Казахстан, Киргизстан, Латвія, Литва, Молдова, Таджикистан, Татарстан, Узбекистан, Чувашія. А також: Англія, Болгарія, Іспанія, Китай, Монголія, Німеччина, Польща, Румунія, Угорщина, Фінляндія, Франція, Чехословаччина, Югославія, Японія.

### Методика
Його книги присвячені головним чином вихованню і навчанню молоді, педагогізації батьків, методиці викладання мови і літератури в середніх школах тощо. Пропагуючи в засаді виховання колективізму в учнів, Сухомлинський рішуче відкидав принцип виховання індивідуума через колектив як засаду, «яка може завдати духової травми вихованцеві». Віддаючи належне трудовому вихованню в школі, виступав проти ранньої спеціалізації (з 16 років життя), передбаченої «Законом про зміцнення зв'язку школи з життям».
Роботи Сухомлинського — це особливий матеріал в аспекті гармонізації сімейного виховання учнів. Навіть побіжного погляду досить, щоб зрозуміти основну дилему, яку вирішував учитель-патріот у родинах павлиських селян: або подолання анархії в сімейно-шкільному вихованні молоді, або поступовий розпад існуючих соціальних відносин, як мінімум, на рівні селища. Але ж це загроза для держави!
Всебічний розвиток особистості можливий лише там, де два вихователя — школа й сім'я — діють одностайно, поділяють одні й ті ж переконання, виходячи з тих самих принципів. При цьому не допускається розходження ні в меті, ні в суті, ні в засобах виховання.
З учителями Павлиської школи Василь Олександрович вибудував таку систему роботи з батьками, яка допомогла їм оволодіти основами батьківської педагогіки, мистецтва виховання. Чи не вперше в державі тут діяла школа для батьків, де проводилися лекції та бесіди з педагогами та психологами, спрямовані на практику виховання.
Сухомлинський вважав, що дитячий егоїзм, жорстокість, хамство, невдячність, байдужість, лицемірство породжуються вадами сімейного виховання.
|  | Моє піклування про успіхи в навчанні починаються з піклування про те, що їсть і як спить дитина, яке її самопочуття, як вона грається, скільки годин протягом дня буває на свіжому повітрі, яку книжку читає і яку казку слухає, що малює і як висловлює в малюнку свої думки й почуття, які почуття пробуджує в її душі музика природи, яка улюблена казка є у дитини, наскільки чутливо сприймає вона радощі й негаразди людей, що вона створила для інших і які почуття пережила у зв'язку з цим. |

Педагог вважав, що перед кожною дитиною, навіть найважчою, вчитель повинен відкрити ті сфери, де вона зможе досягти своєї вершини, сформувати свою людську гідність, свою душу. Тому й створив «Азбуку моралі», котра вчила осягати суть добра і зла, честі й безчестя, азбука стала засобом подолання емоційної необхідності відкривати здатність відчувати стан інших, вміння ставити себе на місце іншої людини.

## Наукова методична спадщина
Зростання кількості публікацій, пов'язаних з життям і діяльністю Сухомлинського, їх багатоплановість, а також видання творів різними мовами зумовлюють потребу систематичного аналізу й упорядкування. Тому природно, що дослідники із середини 90-х років, історики педагогіки запропонували вживати узагальнювальний термін «Сухомлиністика». Зараз його широко використовують дисертанти, викладачі вузів, бібліотекарі.
За десять років сухомлиністика набула стабільності, масштабності й різноплановості. За ініціативою Української асоціації В. Сухомлинського з 1993 року проводяться щорічні Всеукраїнські педагогічні читання «В. Сухомлинський у діалозі з сучасністю». 25 вересня 2003 року відбулися урочисті збори в Київському міському будинку вчителя, присвячені 85-річчю від дня народження великого педагога-гуманіста В.О. Сухомлинського та другі Міжнародні і десяті Всеукраїнські педагогічні читання «В. Сухомлинський у діалозі із сучасністю: особистість учителя».
Важливим засобом поширення ідей В. Сухомлинського є проведення Всеукраїнських конкурсів студентських робіт за його спадщиною. Спадщина вченого є об'єктом наукового дослідження докторських і кандидатських дисертацій, виконаних у різних країнах.
Ідеї Сухомлинського активно впроваджують в життя:
- НВК «Павлиська ЗШ I—III ступенів-ліцей ім. В. О. Сухомлинського»;
- Український колеж ім. В. О. Сухомлинського м. Києва;
- Олександрійський педагогічний коледж Кіровоградської області ім. В. О. Сухомлинського;
- Миколаївський національний університет імені В. О. Сухомлинського;
- дитячий навчальний заклад ім. В. О. Сухомлинського;
- Державна науково-педагогічна бібліотека України імені В. О. Сухомлинського.

## Нагороди та відзнаки

Пам'ятник на могилі Сухомлинського, кладовище селища Павлиш

За свою педагогічну працю його нагородили:
- двома орденами Леніна
- багатьма медалями СРСР
- з 1958 року Сухомлинський — член-кореспондент Академії Педагогічних Наук РРФСР
- з 1958 р. Заслужений вчитель УРСР
- у 1968 року йому присвоїли звання Героя Соціалістичної праці
- у тому ж році його обрали членом-кореспондентом Академії педагогічних наук СРСР

## Ушанування
У 1989 році послідовники створили Міжнародну асоціацію прихильників Сухомлинського у місті Марбург (Німеччина), а в 1990 р. — Українську асоціацію Василя Сухомлинського, яка систематично проводить Всеукраїнські педагогічні читання, присвячені вивченню і впровадженню у широку педагогічну практику творчої спадщини видатного педагога. З плином часу інтерес учених і вчителів до життя і творчості В. О. Сухомлинського зростає, поширюється в Україні й світі. Без його творчості не можна уявити сучасної гуманної педагогіки.
Ураховуючи визначний внесок В. О. Сухомлинського у вітчизняну і світову педагогічну науку, Верховна Рада України постановила: оголосити 2003–2004-й навчальний рік в Україні роком Василя Олександровича Сухомлинського.
У 2004 році ім'я Василя Сухомлинського присвоєно Кіровоградському обласному інституту післядипломної педагогічної освіти.
У Полтаві, Кривому Розі та Луцьку існує вулиця Сухомлинського.
У 2011 році на честь Василя Сухомлинського названа вулиця в Києві.
У 2015 році у місті Дніпро вулицю Радгоспну перейменували на вулицю Василя Сухомлинського.
У 2016 році в місті Кременчук вулицю Пальміра Тольятті перейменували на вулицю Василя Сухомлинського.
У 2016 році в місті Мукачево вулицю Ольмінського перейменували на вулицю Василя Сухомлинського.
2022 року в місті Малин вулицю та провулок Кутузова перейменували на вулицю та провулок Сухомлинського.
Ім'ям Сухомлинського назвали відомчу відзнаку Міністерства освіти і науки України.
На честь Василя Сухомлинського 2003 року в Україні випустили ювілейну монету.

## Деякі твори
- Серце віддаю дітям
- Сто порад учителеві
- Народження громадянина
- Батьківська педагогіка
- Як виховати справжню людину
- Методика виховання колективу
- Письма к сыну
- О воспитании
- Бджолина музика
- Квітка сонця
- Всі добрі люди — одна сім'я
- Я розповім вам казку… Філософія для дітей